# Синьорелли, Пьетро Наполи
Пьетро Наполи Синьорелли (28 сентября 1731, Неаполь — 1 апреля 1815, Неаполь) — итальянский историк культуры, педагог, научный писатель, драматург.

## Биография
Родился в семье нотариуса, по настоянию отца получил юридическое образование, после получения степени по праву некоторое время работал адвокатом; ещё во время обучения увлёкся идеями Просвещения, в 1754 году опубликовал свою первую работу, примерно тогда же начал заниматься историей театра.
В 1765 году, когда умер его отец, Синьорели переехал в Испанию, где занимался изучением истории, филологии, испанской литературы и драматургии. В Испании оставался на протяжении восемнадцати лет, затем вернулся в Неаполь.
В 1799 году из-за оппозиционного настроя к правящему режиму был отправлен неаполитанским королём Фердинандом IV в изгнание, продолжавшееся до 1806 года; эти годы он провёл в Париже, с 1800 по 1804 год часто жил в Милане. Затем смог вернуться в родной город, где прожил до конца жизни. В последние годы занимал целый ряд должностей: был профессором наук института в Болонье, членом академии искусств в Ливорно, заведующим библиотекой в Брере и пожизненным секретарём академии изящных искусств Неаполя.
Главные работы: «Satire» (1774), «Storia critica de’teatri antichi e moderni» (1777), «Vicende della coltura delle due Sicilie» (1784—1786, дополнено в 1791), «Opuscoli» (1792), «Prolusioni alla catedra di poesia rappresentativa» (1801), «Elementi di critica diplomatica» (1805).